# ادوارد مارگلیز
ادوارد مارگلیز (انگلیسی: Edward Margolies; ۱۹ دسامبر ۱۹۲۵ – ۹ ژانویهٔ ۲۰۱۷ (aged 91)) منتقد ادبی، زندگی‌نامه‌نویس، و روزنامه‌نگار اهل ایالات متحده آمریکا بود.
وی همچنین برندهٔ جوایزی همچون برنامه فولبرایت شده‌است.